# Fibre de jute

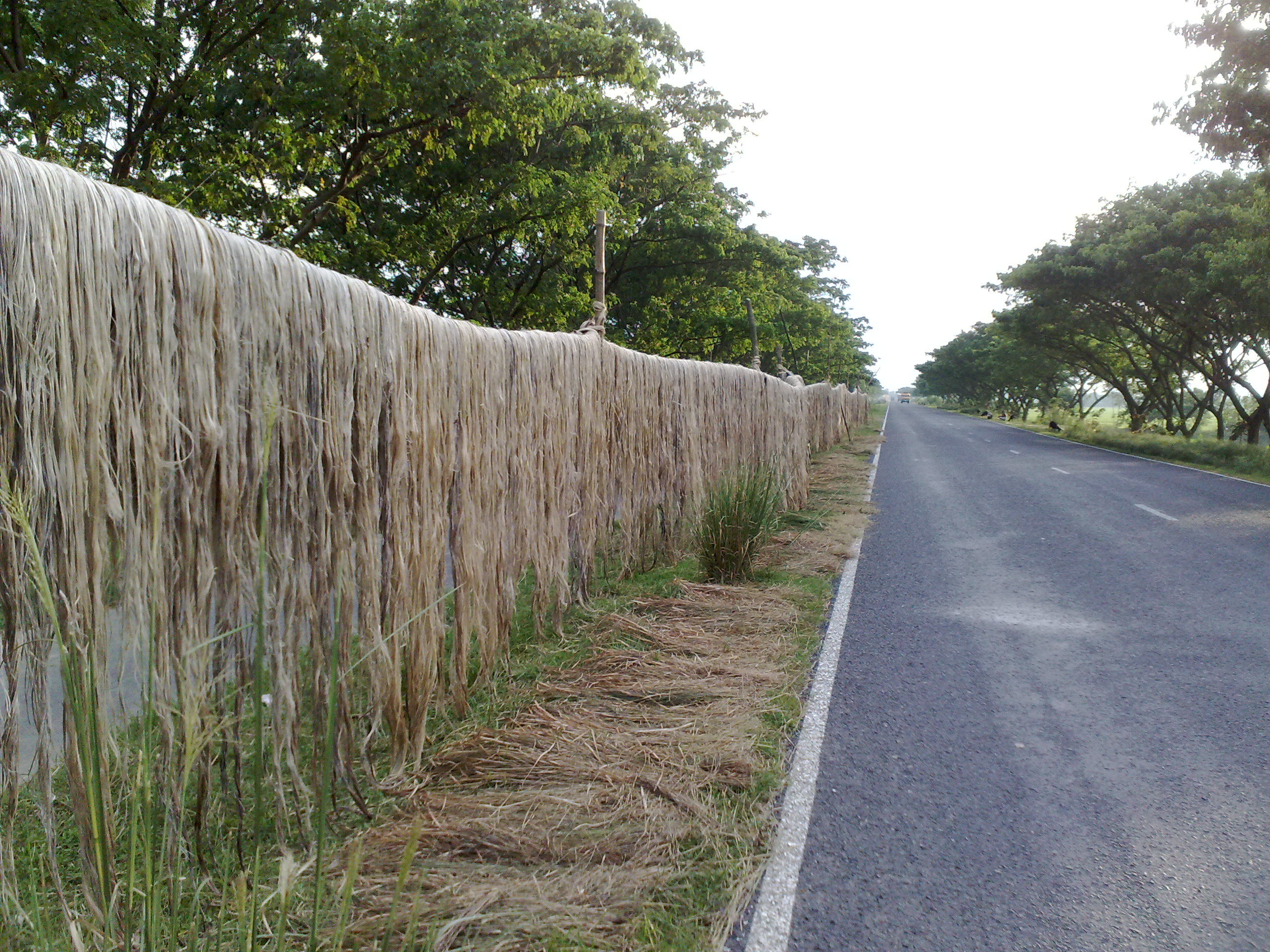
Fibre en cours de séchage après rouissage.

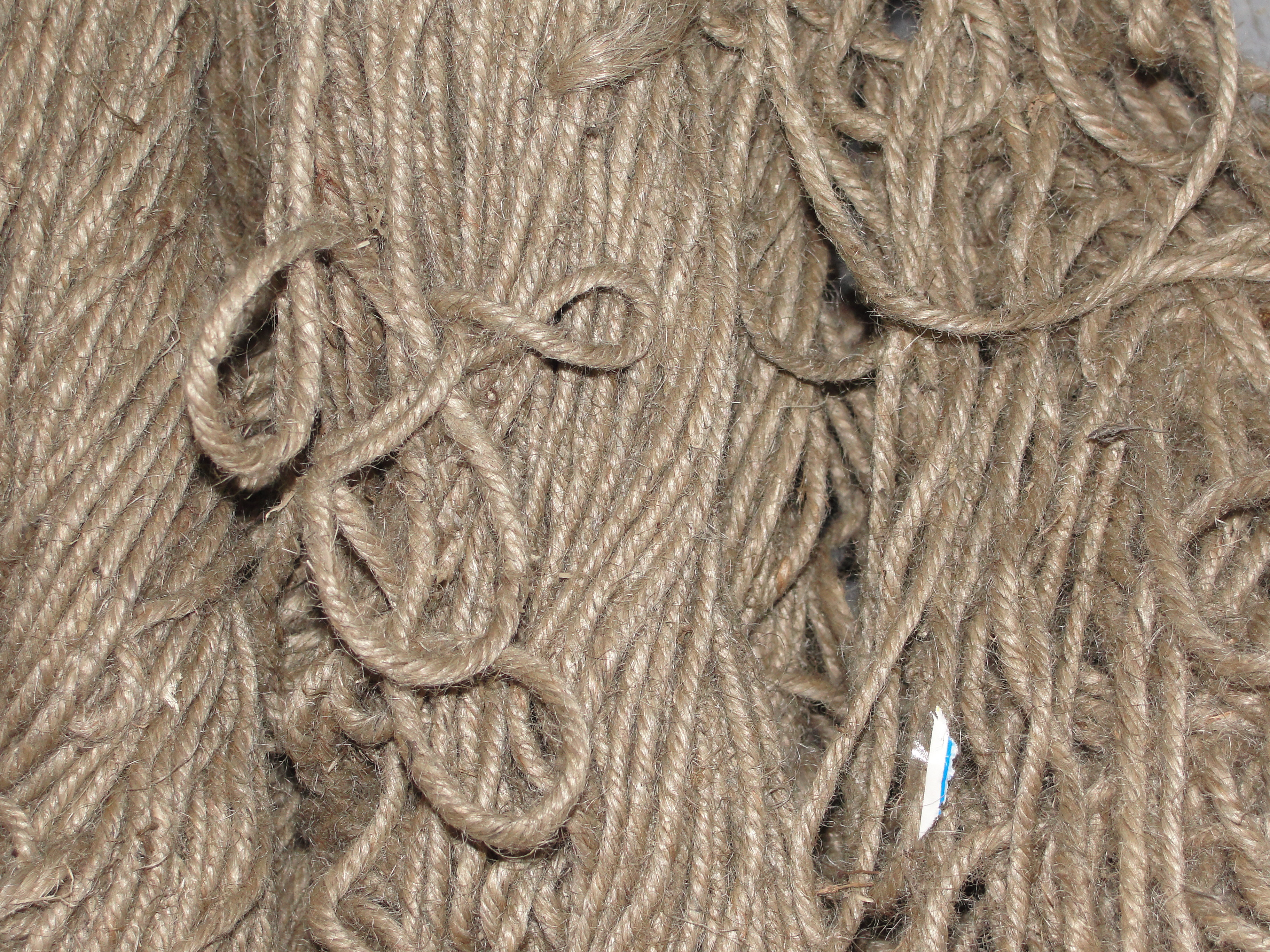
Corde de Jute.

La fibre de jute, aussi appelée le jute, est obtenue de l'écorce du jute et est principalement produite en Inde et au Bangladesh. Elle est longue, douce et brillante et est entre autres utilisée pour faire des sacs en toile de jute ou encore comme géotextile.
La fibre de jute est extraite des tiges de Corchorus capsularis et de Corchorus olitorius.
Le mot jute a deux acceptions :
1) plante herbacée exotique du genre Corchorus dont les fibres libériennes sont utilisées pour leurs propriétés textiles
2) fibres textiles extraites de cette plante.

## Histoire
Le jute est largement cultivé dans la péninsule indienne depuis des siècles pour la confection de toiles.
Dans la seconde moitié du XVIIIe siècle, les premiers envois de fibres de jute d’Inde arrivèrent en Europe. En 1820, le jute a été filé expérimentalement à Abingdon près d'Oxford. Après dix ans d’expérimentation, les fabricants de Dundee (Écosse) filaient le jute de manière satisfaisante. En 1850, l’industrie du jute était bien établie. En France, le jute était filé dans les mêmes usines que le chanvre et le lin.
La fibre de jute est assez résistante et peut assurer les mêmes services que le chanvre mais à un prix bien moindre. Elle a aussi l’avantage d’avoir une meilleure affinité pour les matières tinctoriales que le chanvre ou le lin.
La filasse était employée pour la fabrication de toile d’emballage et de ficelles.
Les semelles des espadrilles basques étaient faites de cordes de chanvre pour la partie interne et de cordes de jute pour la partie extérieure.

## Procédure de préparation
L'exploitation des fibres de jute nécessite beaucoup de travail. Après environ 100 jours de culture de la plante (Corchorus olitorius et Corchorus capsularis), les tiges sont récoltées , souvent encore à l'aide d'une faucille, et elles sont ensuite débarrassées de leurs feuilles. Les fibres sont préparées pour l'extraction par le procédé de rouissage à l'eau à des températures de 25°C qui dure de huit-dix jours à environ trois semaines. L’extraction des fibres est souvent manuelle et on procède après au lavage et au séchage du produit. La teneur moyenne en fibres est de l'ordre de 5,5 % par rapport au poids des tiges fraîches. En Inde et au Bangladesh, on estime qu'environ quatre millions de personnes vivent de cette industrie et que les productions sont généralement faite à petite échelle ce qui rend la mécanisation peu viable.

## Utilisation

### Toile, cordage

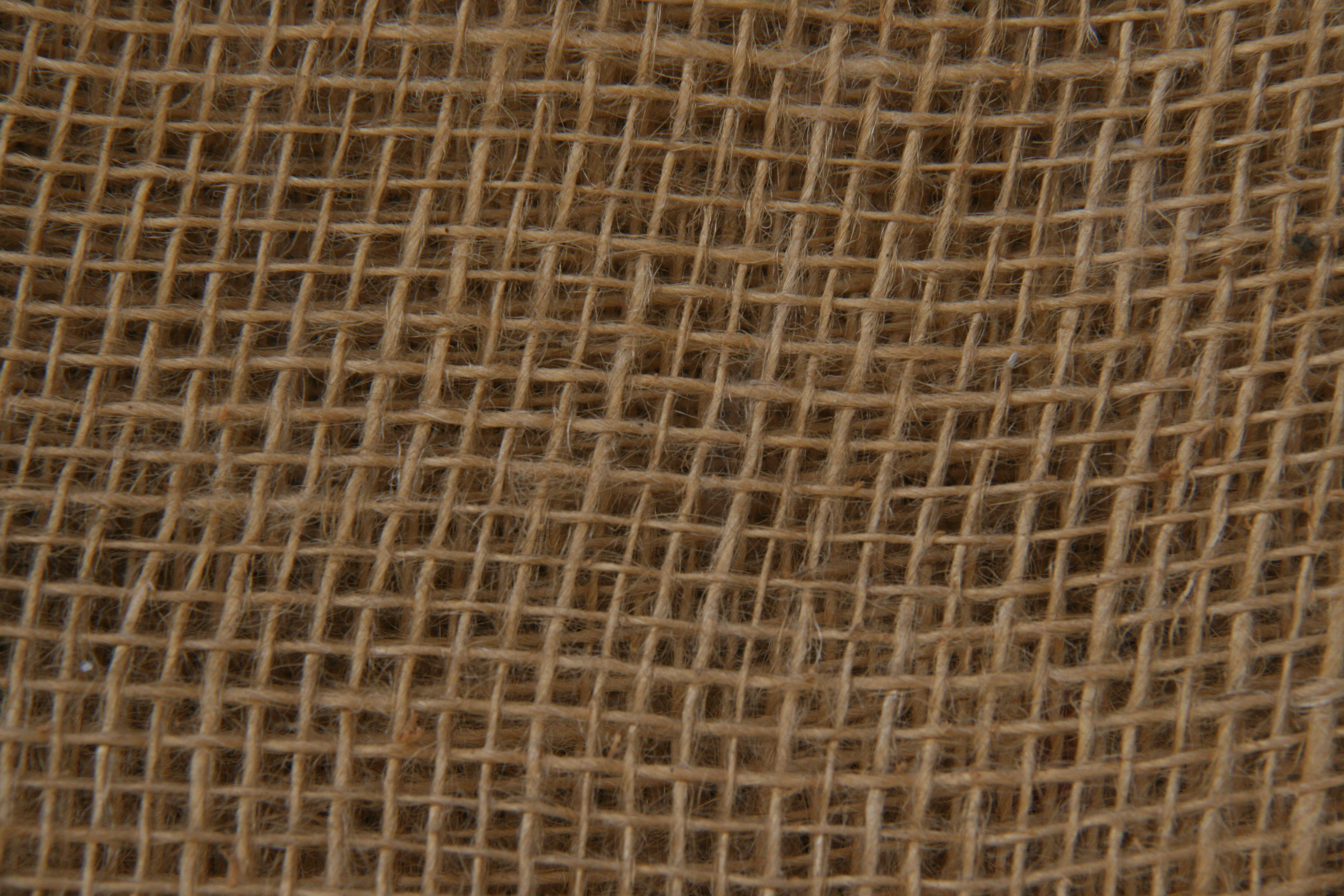
Sac en toile de jute.

Avant même la révolution industrielle, la fibre de jute a devancé le chanvre et le lin comme principale matière dans la fabrication de sacs. Un de ses avantages est de pouvoir être utilisé aussi bien indépendamment ou en textile mixte. En tant que géotextile, le fait que la fibre de jute soit biodégradable la rend attirante puisqu'il n'est pas nécessaire d'avoir à éliminer le tissu après emploi. Ses utilisations incluent les toiles pour mottes destinées à la plantation de jeunes arbres ou encore lutter contre l'érosion des sols. Un autre avantage est d'être un matériel isolant puisqu'il possède entre autres une faible conductivité thermique.
À la fin du XIXe siècle et au XXe siècle en Europe, la toile de jute était d’usage courant pour fabriquer des sacs de transport du blé, des pommes de terres, du café, cacao, riz etc.
En Chine, les fibres de jute sont employées dans la confection de nattes.

### Papier

#### En Inde
En Inde, la fibre de jute est une des fibres libériennes les plus importantes qui vient en second derrière le coton. Les produits en jute traditionnels subissent une concurrence farouche des produits synthétiques.
Le papier de jute indien est très solide. Il sert à faire du papier d’emballage et des sacs de papier ainsi que des papiers décoratifs et des papiers peints.
Les fibres de jute sont extraites du liber, dans la partie intérieure de l’écorce. Elles fournissent une pulpe donnant un papier de bonne qualité avec un rendement de 60 %. Elles s’apparentent aux fibres de résineux.. Mais si toute la tige de jute est utilisée pour faire de la pulpe, le rendement n’est plus que de 45-55 %,. Le cœur de la tige donne des propriétés de résistance similaires à la pâte de bois dur.

#### En Chine
Le jute est une des plus anciennes fibres végétales utilisées dans la fabrication des papiers traditionnels. Les premiers papiers sont apparus en Chine sous la dynastie Han (-206, +220). L’analyse des restes de papiers trouvés sur les sites de fouilles archéologiques indiquent qu’ils étaient fabriqués essentiellement à partir de fibres de chanvroïdes (la ramie, de chanvre, lin etc).

### Autres fibres libériennes assimilées au jute
Hibiscus cannabinus, Hibiscus sabdariffa, Abutilon avicenae, Urena lobata, Urena sinuata.